# Непряме впорскування (паливна система)
Непряме впорскування в двигуні внутрішнього згоряння — це впорскування палива, при якому паливо не впорскується безпосередньо в камеру згоряння.
Бензинові двигуни, обладнані системами непрямого вприскування, де паливний інжектор подає паливо в певний момент перед впускним клапаном, здебільшого втратили перевагу прямого впорскування. Однак певні виробники, такі як Volkswagen, Toyota і Ford, розробили систему «подвійного вприскування», поєднуючи прямі інжектори з портовими (непрямими) інжекторами, поєднуючи переваги обох типів упорскування палива. Пряме впорскування дозволяє точно дозувати паливо в камеру згоряння під високим тиском, що може призвести до більшої потужності та економії палива. Проблема з прямим упорскуванням полягає в тому, що воно зазвичай призводить до більшої кількості твердих частинок, а оскільки паливо більше не контактує з впускними клапанами, з часом на впускних клапанах може накопичуватися вуглець. Додавання непрямого впорскування зберігає розбризкування палива на впускних клапанах, зменшуючи або усуваючи накопичення вуглецю на впускних клапанах, а в умовах низького навантаження непряме впорскування забезпечує краще змішування палива та повітря. Ця система в основному використовується в дорожчих моделях через додаткову вартість і складність.
Впорскування через порт означає розпилення палива на задню частину впускного клапана, що прискорює його випаровування.
Дизельний двигун із непрямим впорскуванням  подає паливо в камеру поза камерою згоряння, або передкамеру, або камеру вихрового типу, де починається згоряння, а потім поширюється в основну камеру згоряння. Попередня камера ретельно сконструйована для забезпечення адекватного змішування розпиленого палива з нагрітим стисненням повітрям.

## Бензинові двигуни
Перевага бензинових двигунів з непрямим уприскуванням порівняно з бензиновими двигунами з прямим уприскуванням полягає в тому, що відкладення на впускних клапанах із системи вентиляції картера вимиваються паливом. Двигуни з непрямим уприскуванням також мають тенденцію виробляти меншу кількість твердих частинок порівняно з двигунами з прямим уприскуванням, оскільки паливо та повітря змішуються більш рівномірно.

## Дизельні двигуни
Метою розділеної камери згоряння є прискорення процесу згоряння та збільшення вихідної потужності шляхом збільшення обертів двигуна. Додавання форкамери збільшує втрати тепла в систему охолодження і тим самим знижує ефективність двигуна. Для запуску двигуна потрібні свічки розжарювання. У системі непрямого впорскування повітря рухається швидко, змішуючи паливо та повітря. Це спрощує конструкцію двигуна (корпус поршня, головка, клапани, інжектор, форкамера тощо) і дозволяє використовувати конструкції з меншими допусками, простіші у виготовленні та надійніші. Пряме вприскування, навпаки, використовує повітря, що повільно рухається, і паливо, що швидко рухається; як конструкція, так і виробництво інжекторів складніше. Оптимізація повітряного потоку в циліндрі набагато складніша, ніж проєктування форкамери. Існує набагато більше інтеграції між конструкцією інжектора та двигуна. Саме з цієї причини майже всі дизельні двигуни автомобілів мали систему непрямого впорскування, доки доступність потужних систем моделювання CFD не зробила впровадження прямого впорскування практичним.[джерело?]

### Класифікація камер непрямого згоряння

#### Вихрова камера

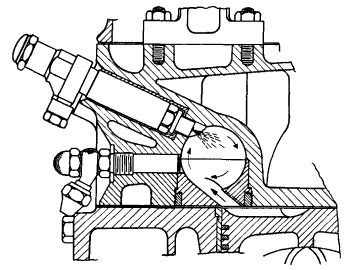
Вихрова камера комети Рікардо

Вихрові камери являють собою сферичні порожнини, розташовані в голівці блоку циліндрів і відокремлені від циліндра двигуна тангенціальним горлом. Близько 50% повітря надходить у вихрову камеру під час такту стиснення двигуна, створюючи завихрення. Після згоряння продукти повертаються через ту саму горловину до головного циліндра зі значно вищою швидкістю, тому більше тепла втрачається до стінок каналу. Цей тип камери знаходить застосування в двигунах, у яких контроль над паливом і стабільність двигуна важливіші за економію палива. Їх також називають камерами Рікардо, названими на честь винахідника сера Гаррі Рікардо.

#### Камера попереднього згоряння
Ця камера розташована в головці блоку циліндрів і з'єднана з циліндром двигуна невеликими отворами. Він займає 40% від загального об'єму циліндра. Під час такту стиснення повітря з головного циліндра надходить у камеру попереднього згоряння. У цей момент паливо впорскується в передкамеру і починається горіння. Тиск зростає, і краплі палива витісняються через невеликі отвори в головний циліндр, в результаті чого паливо і повітря змішуються дуже добре. Основна частина згоряння фактично відбувається в головному циліндрі. Цей тип камери згоряння може працювати з кількома видами палива, оскільки температура попередньої камери випаровує паливо до того, як відбудеться основне згоряння. 

#### Повітряна камерна камера

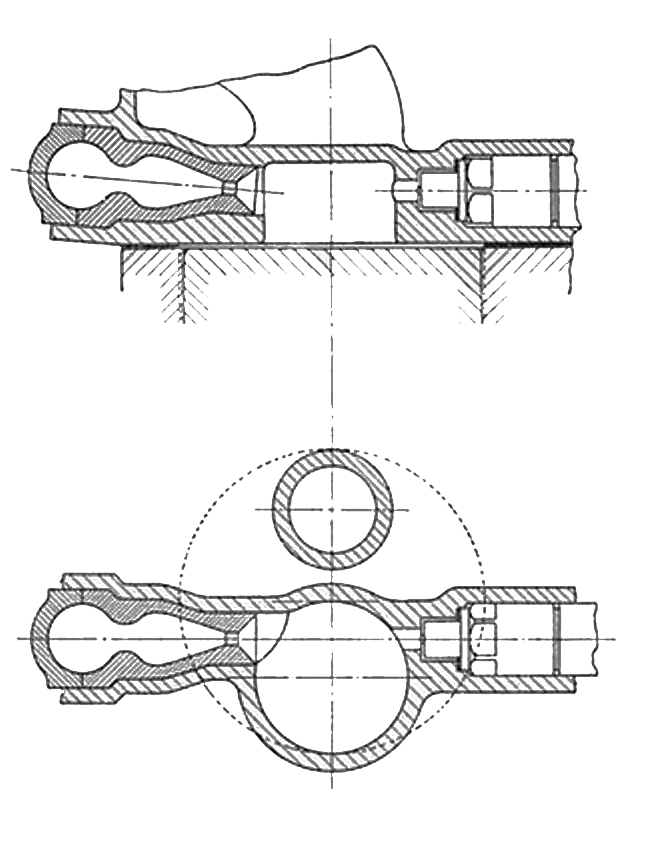
Система впорскування типу Acro, попередниця Lanova, також розроблена Францем Лангом

Повітряна камера являє собою невелику циліндричну камеру з отвором на одному кінці. Він встановлений більш-менш співвісно з інжектором, причому зазначена вісь паралельна головці поршня, при цьому інжектор працює через невелику порожнину, яка відкрита до циліндра в отвір у кінці повітряного елемента. Повітряна камера встановлена так, щоб мінімізувати тепловий контакт з масою голови. Використовується штифтовий інжектор з вузьким малюнком розпилення. У верхній мертвій точці (ВМТ) більша частина маси заряду міститься в порожнині та повітряній камері. 
Коли інжектор спрацьовує, струмінь палива потрапляє в повітряну камеру і запалюється. Це призводить до того, що струмінь полум’я повертається з повітряної камери прямо в струмінь палива, що все ще виходить з інжектора. Тепло і турбулентність забезпечують чудові властивості випаровування та змішування палива. Крім того, оскільки більша частина згоряння відбувається поза повітряною коміркою в порожнині, яка безпосередньо сполучається з циліндром, відбувається менша втрата тепла, пов’язана з перенесенням горючого заряду в циліндр.
Камери повітряних камер зазвичай називають повітряними камерами Lanova. Система згоряння Lanova була розроблена компанією Lanova, яка була заснована в 1929 році Францем Лангом, Готхардом Веліхом і Альбертом Веліхом.
У США систему Lanova використовувала компанія Mack Trucks. Прикладом є дизельний двигун Mack-Lanova ED, встановлений на вантажівку Mack NR.

### Переваги камер згоряння з непрямим уприскуванням
- Можна виробляти менші дизелі.
- Необхідний тиск уприскування низький, тому інжектор дешевше виробляти.
- Напрямок впорскування має менше значення.
- Непряме впорскування набагато простіше у проєктуванні та виготовленні, особливо для бензинових двигунів. Потрібна менше доопрацювання форсунок, а також низький тиск впорскування (1500 psi/100 бар проти 5000 psi/345 бар і вище для прямого вприскування)
- Менші навантаження, які непряме уприскування створює для внутрішніх компонентів, означають, що можна виробляти бензинові та дизельні версії непрямого уприскування одного і того ж базового двигуна. У кращому випадку такі типи відрізнялися лише головкою блоку циліндрів і необхідністю встановлення розподільника та свічок запалювання в бензиновій версії, тоді як у дизельній – ПНВТ та форсунки. Приклади включають двигуни BMC A-серії та B-серії та 4-циліндрові типи Land Rover 2,25/2,5 літра. Такі конструкції дозволяють створювати бензинові та дизельні версії одного автомобіля з мінімальними змінами конструкції між ними.
- Можна досягти вищих обертів двигуна, оскільки горіння продовжується у форкамері.
- Альтернативні види палива, такі як біодизель і відпрацьована рослинна олія, мають меншу ймовірність пошкодити паливну систему в дизельному двигуні з непрямим уприскуванням, оскільки високий тиск уприскування не потрібен. У двигунах із прямим упорскуванням (особливо в сучасних двигунах, які використовують паливні системи високого тиску Common Rail) підтримка паливних фільтрів у хорошому стані є більш важливою, оскільки сміття може пошкодити помпи та форсунки, коли використовується відпрацьоване рослинне масло або відпрацьоване моторне масло.

### Недоліки
- Ефективність споживання палива з дизельними двигунами нижча, ніж з безпосереднім впорскуванням, оскільки більші відкриті ділянки, як правило, розсіюють більше тепла, а повітря, що рухається через отвори, збільшує перепади тиску. Однак використання вищих ступенів стиснення дещо нівелює цю неефективність.
- Свічки розжарювання потрібні для холодного запуску двигуна на дизелях; багато дизельних двигунів з непрямим уприскуванням взагалі не можуть завестися в холодну погоду без свічок розжарювання.
- Оскільки тепло і тиск згоряння поширюються на дуже малу ділянку поршня, коли він виходить із камери попереднього згоряння або вихрової камери, такі двигуни менш підходять для високої питомої вихідної потужності (таких як турбонаддув, наддув або налаштування), ніж пряме вприскування. дизелі. Підвищення температури та тиску на одній частині головки поршня спричиняє нерівномірне розширення, що може призвести до розтріскування, деформації чи інших пошкоджень, хоча вдосконалення технологій виробництва дозволило виробникам значною мірою пом’якшити наслідки нерівномірного розширення, дозволяючи дизелям із непрямим упорскуванням використовувати турбонаддув.
- Двигуни з непрямим впорскуванням часто набагато шумніші, ніж двигуни з прямим упорскуванням Common Rail.
- Пускову рідину («ефір») часто не можна використовувати в дизельних двигунах з непрямим уприскуванням, оскільки свічки розжарювання значно підвищують ризик попереднього займання порівняно з дизелями з прямим уприскуванням.